# چیمیتیله
چیمیتیله (به ایتالیایی: Cimitile) یک کومونه در ایتالیا است که در استان ناپل واقع شده‌است.

## خصوصیات
چیمیتیله ۲٫۷ کیلومترمربع مساحت و ۶٬۸۷۷ نفر جمعیت دارد.